# Лиманська селищна територіальна громада
Лиманська селищна територіальна громада — територіальна громада в Роздільнянському районі Одеської області України. Населення громади становить 14 159 осіб, адміністративний центр — с-ще Лиманське.

## Історія
27 травня 2020 р. Кабінетом міністрів України був затверджений перспективний план громади в рамках адміністративно-територіальної реформи.
Перші вибори відбулися 25 жовтня 2020 року.

## Склад громади
До складу громади входить одне с-ще Лиманське і 6 сіл:
- Виноградівка
- Кучурган
- Нове
- Новосільці
- Степове
- Щербанка